# Put Out the Fire
«Put Out the Fire» (с англ. — «Прекратить огонь») — песня британской рок-группы Queen с альбома Hot Space. Является единственным «тяжёлым» треком на альбоме, вошла в сборник Queen Rocks. Была выпущена в качестве стороны «Б» сингла «Calling All Girls».
По словам Мэя, для него представляло сложность написание гитарного соло для композиции. По его словам, он создал много разных соло, но ни одно из них ему не нравилось. Окончательное соло было написано им после того, как он вернулся из клуба, где много выпил. Все были подвыпившими, и Мэй заинтересовался эффектом эхо, создаваемым Райнхольдом Маком с помощью банок. Мэю очень понравился этот звук, и он хотел попробовать его применить во всех композициях с альбома, и тогда Мэк посоветовал ему использовать его для гитарного соло в «Put Out the Fire». Запись песни пустили на машине, и Мэй сыграл соло по этой записи. Именно этот вариант в конечном итоге и попал в альбом. Мэй сказал, что «едва слышал, как это звучало, но это звучало хорошо и он был пьян». Однако и это соло он не считает удачным.
На фанатской конвенции в Престатине была представлена альтернативная версия этой песни, она имеет несколько отличную перкуссию.
Песня призывает отказаться от оружия и показывает, к чему может привести его использование неподготовленными гражданами: «They called him a hero In the land of the free But he wouldn’t shake my hand boy He disappointed me So I got my handgun And I blew him away That critter was a bad guy I had to make him pay» (в переводе с англ. — «Они звали его героем на земле свободы, но он не захотел пожать мне руку, он разочаровал меня. У меня был мой пистолет, и я расстрелял его: он был плохим парнем, и я заставил его заплатить»).